# Сосна Графів Вишневських
Сосна графів Вишневських – ботанічна пам'ятка природи Дерево породи "Сосна чорна"(Pinus nigra), віком понад 130 років, обхватом стовбура 73 см та висотою близько 16,6 м росте у м. Червоноград (тепер м. Шептицький)
«Сосну посадили в кінці XIX ст. у палацовому парку, який є частиною палацово-паркового комплексу графів Потоцьких. У той час парк і палац перебували у власності графів Вишневських.
130-літня сосна у Червонограді має позначення. Відділ культури Червоноградської міської ради встановив охоронну та інформаційну таблиці ботанічної пам'ятки природи «Сосна графів Вишневських». Сто тридцятилітнє хвойне дерево росте на території мототреку «Гірник» у Червонограді.

## Галерея

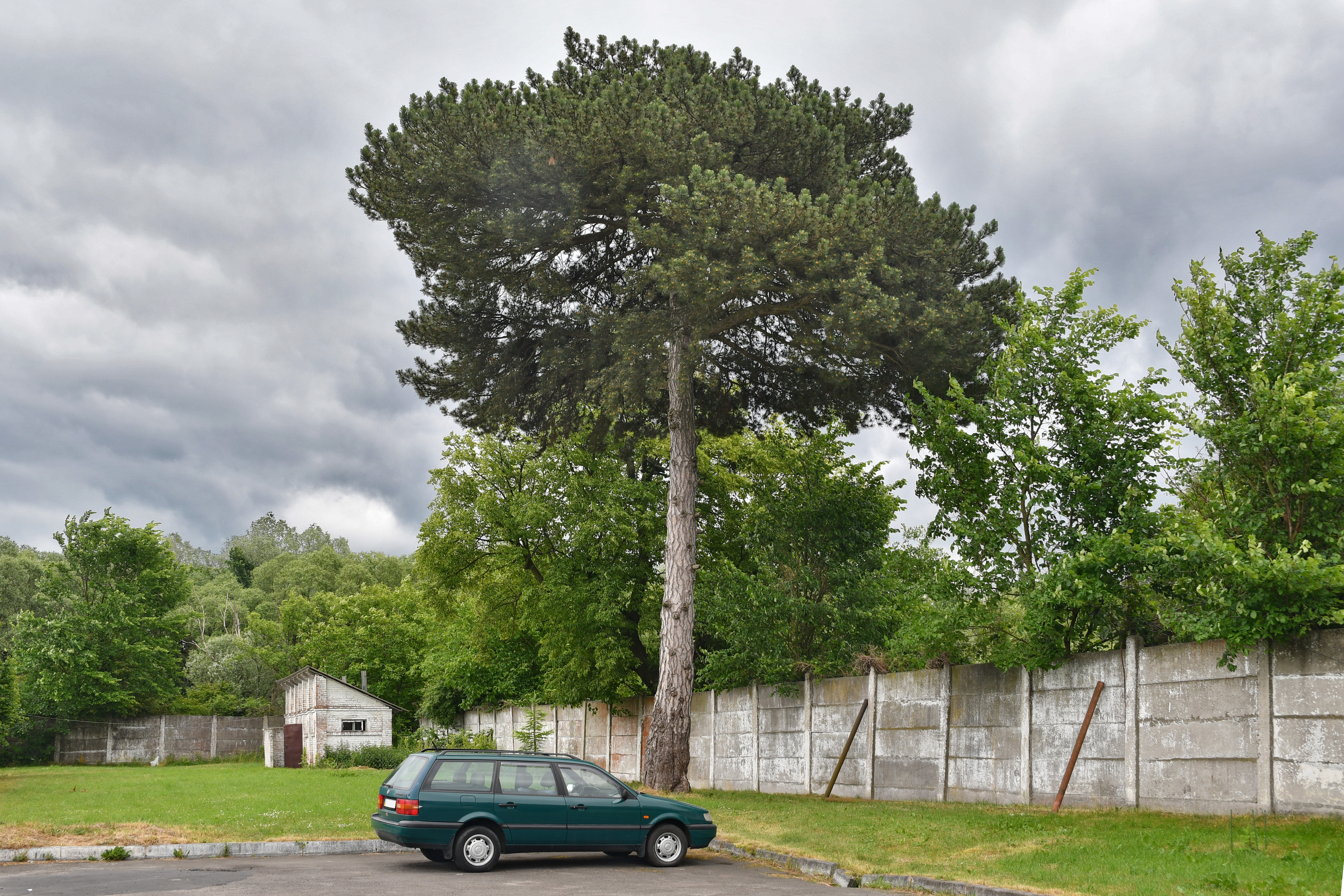
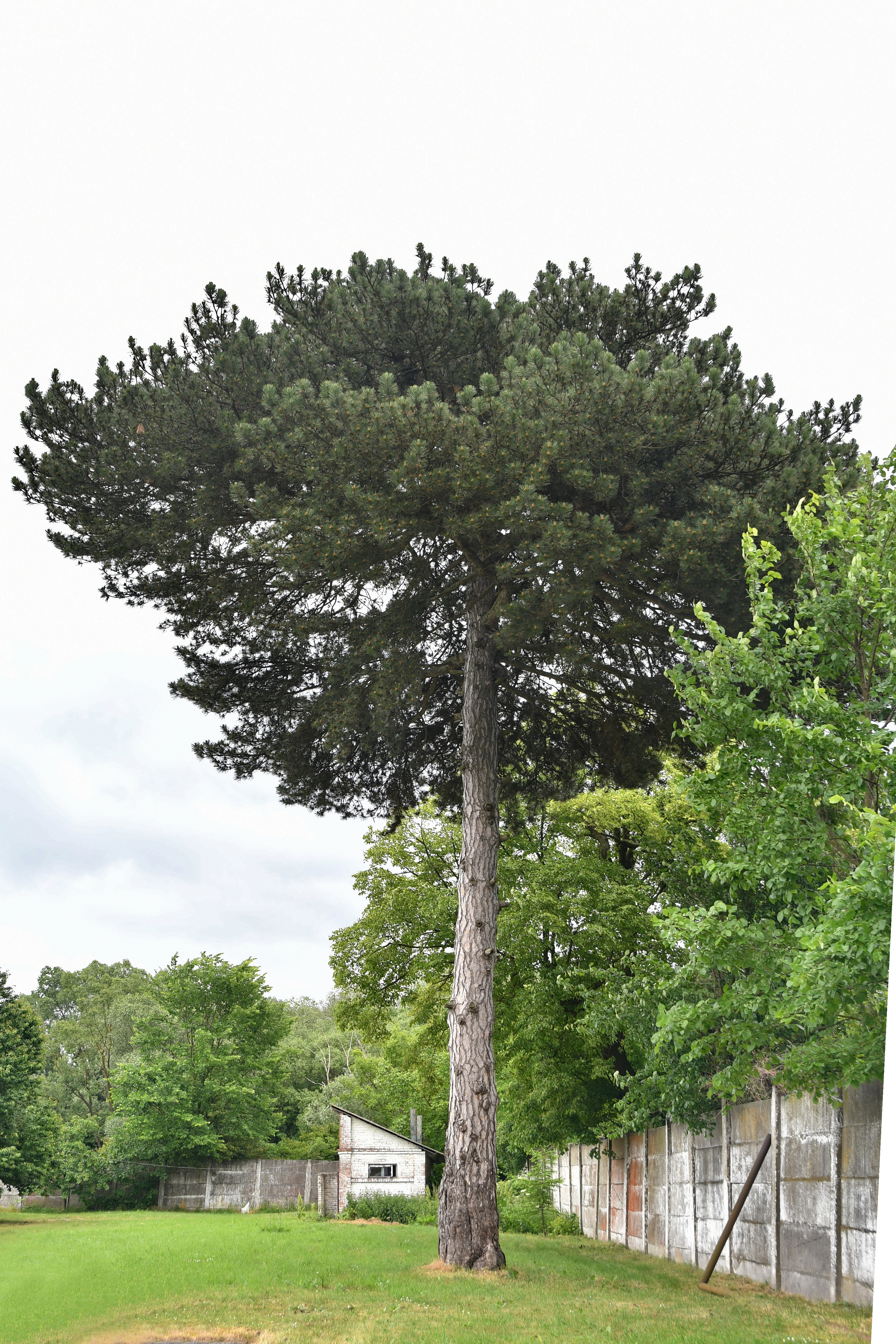
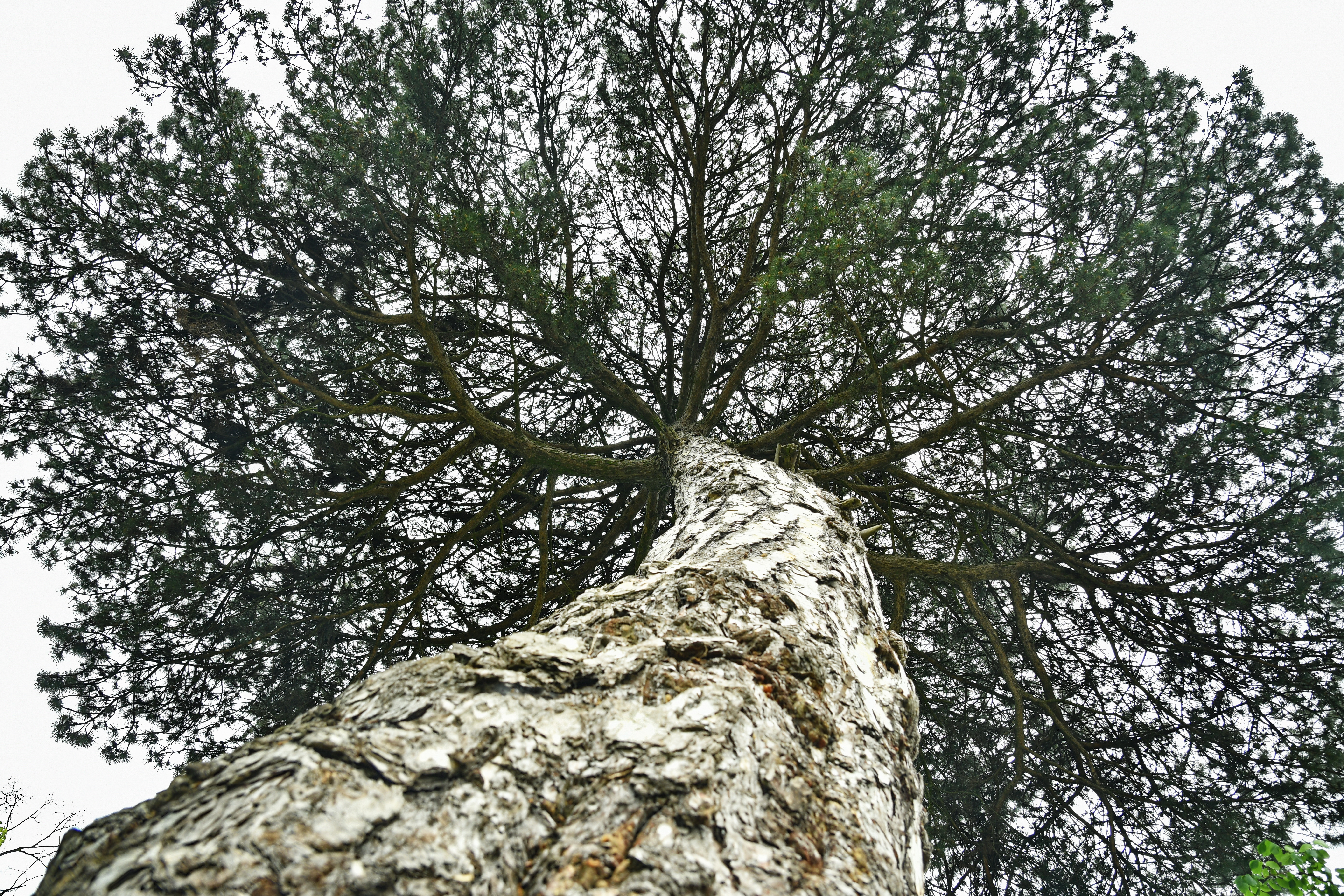